# Bündelungsgymnasium

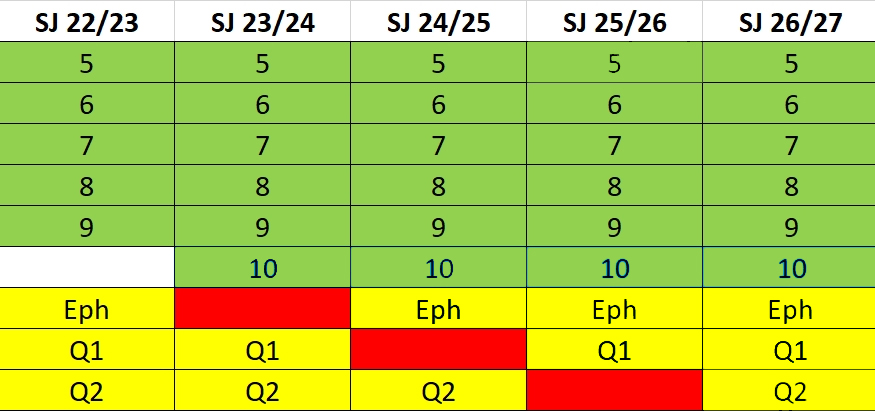
Schematische Darstellung: rot die Jahrgangsstufe, die an normalen Gymnasien jeweils entfällt

Als Bündelungsgymnasium werden in Nordrhein-Westfalen Gymnasien bezeichnet, die beim Übergang vom 8- auf das 9-jährige Gymnasium eine Stufe im Schuljahr 2023/24 einrichten, um die Schüler aus einer Region zu bündeln, die entweder in einem gymnasialen Bildungsgang den Übergang von der Einführungsphase (EPh) auf die Qualifikationsphase (Q1/Q2) nicht erreichen oder beim Wechsel von einem anderen Bildungsgang auf ein Gymnasium in die Einführungsphase eintreten wollen.
Der Bedarf für einen solchen zusätzlichen Jahrgang besteht, weil in diesem Jahr die  Schüler aus der Klasse 9 der Sekundarstufe I nicht in die Sekundarstufe II wechseln, sondern erstmals wieder im Klassenverband einer Klasse 10 verbleiben und erst im darauffolgenden Jahr – dann im 11. Schuljahrgang – in die Oberstufe wechseln. Da davon auszugehen ist, dass der Bedarf nur für wenige Jugendliche geschaffen werden muss, werden diese an einigen Schulen gebündelt.
Grundsätzlich bestünde auch die Möglichkeit, dass Betroffene stattdessen auf die gymnasiale Oberstufe von Gesamtschulen, ein Berufliches Gymnasium oder in die Springergruppen in G9-Gymnasien wechseln oder aber sich in die gymnasiale Oberstufe grundständiger G8-Gymnasien, vorhandener G9-Schulversuchsgymnasien oder vorhandener Aufbaugymnasien einfädeln. Wo das aber nicht möglich ist, soll von den Schulträgern geprüft werden ob „ein Jahrgang ausschließlich aus Seiteneinsteigern und Rückläufern des letzten G8-Jahrgangs gebildet werden kann. Dies kann insbesondere dann eine auch schulfachlich vertretbare Option sein, wenn ggf. durch regionale Bündelung eine hinreichende Anzahl von Schülern für die Unterbreitung eines angemessenen Kursangebots in der gymnasialen Oberstufe auch für diesen Jahrgang zusammenkommt.“